# محاقده (روستا)
 محاقده  به عربی ( مُحاقدة  )، روستایی است در دهستان 

## جمعیت
جمعیت آن (۱۲۰) نفر (۱۰ خانوار) می‌باشد.